# Atherigona poecilopoda
Atherigona poecilopoda är en tvåvingeart som beskrevs av Mario Bezzi 1928. Atherigona poecilopoda ingår i släktet Atherigona och familjen husflugor. Inga underarter finns listade i Catalogue of Life.